# ایوالد هامس
ایوالد هامس (آلمانی: Ewald Hammes؛ زادهٔ ۴ اوت ۱۹۵۰) بازیکن فوتبال اهل آلمان بود.
وی به‌همراه تیم ملی فوتبال آلمان غربی در بازی‌های المپیک تابستانی ۱۹۷۲ شرکت کرده‌است.